# 小行星7092
小行星7092（英語：7092 Cadmus）是一颗围绕太阳公转的小行星。1992年6月4日，卡罗琳·舒梅克、尤金·舒梅克在帕洛马山发现了此天体。
这颗小行星的绝对星等为93.73045106636695等。小行星7092以希臘神話的人物卡德摩斯命名。